# Les Fourmis (Vian)
Pour les articles homonymes, voir Les Fourmis.
Pour un article plus général, voir Liste chronologique des œuvres de Boris Vian.
Les Fourmis est un recueil de nouvelles de Boris Vian. Celles-ci ont été rassemblées et publiées aux Éditions du Scorpion le 5 juillet 1949.
Les fourmis est un terme élégant pour nous parler de la guerre.
Il contient 11 nouvelles : 
1. Les fourmis
2. Les bons élèves
3. Le voyage à Khonostrov
4. L'écrevisse
5. Le plombier
6. La route déserte
7. Les poissons morts
8. Blues pour un chat noir
9. Le brouillard
10. L'oie bleue
11. Le figurant